# Catedral metropolitana de Natal
La Catedral Metropolitana de Natal (también en portugués: Catedral Nova o Catedral Nova Cidade) es una catedral dedicada a Nuestra Señora de la Presentación, en Natal, Brasil. Pertenece a la arquidiócesis de Natal.
Fue inaugurada el 21 de noviembre de 1988, y está situada en el distrito de Ciudad Alta en Natal, capital del estado brasileño de Río Grande del Norte. Tiene un estilo de construcción con líneas ascendentes en forma trapezoidal bastante peculiar.
En el sótano del edificio, se encuentra el Centro Pastoral Pío X, donde se encuentra la Oficina del Arzobispo, la Curia Metropolitana, la Parroquia de la Catedral, y la coordinación de diversos pastorales cristianas.
Con motivo de su tercera visita a Brasil, la catedral recibió el Papa Juan Pablo II el 13 de octubre de 1991. 